# Rue de l'Amiral Fokine
La rue de l'Amiral Fokine (en russe : У́лица Адмира́ла Фо́кина, Oulitsa Admirala Fokina) est une voie en partie piétonne du centre-ville de Vladivostok, en Russie. Créée en 1867 sur le plan de Vladivostok peu après la fondation de la ville, elle s'appelle d'abord rue de Pékin (en russe : Пеки́нская У́лица, Pekinskaïa oulitsa) en l'honneur de la convention de Pékin, traité inégal, qui a permis à l'Empire russe d'obtenir le Primorié en 1860.

## Description
La rue est en ligne droite, elle suit un axe est/ouest, et marque une montée au milieu de son parcours avant de redescendre. Elle part de la rue Ouborévitcha pour rejoindre le quai de l'Amour sur la baie de l'Amour. Elle rencontre d'est en ouest l'avenue de l'Océan, la rue des Aléoutiennes et la rue Porgrannitchnaïa. La voie est en partie piétonne, du quai jusqu'à la rue des Aléoutiennes, et ouverte à la circulation routière sur le reste du tronçon. Sa longueur totale est de 800 mètres.

## Histoire

### XIXeetXXesiècles
En 1867, le premier plan de la ville de Vladivostok est créé, alors que la ville n'a que sept ans, dans le but de la construire. Elle est nommée rue de Pékin en l'honneur de la convention de Pékin, traité inégal qui permit en 1860, à l'Empire russe d'acquérir le Primorié soit toute la région au sud du fleuve Amour.
En 1957 fut construite le stade Dynamo (ru) à son extrémité occidentale, qui était le stade du FK Luch Vladivostok, dissout en 2020.
En septembre 1964, alors que les relations entre la Chine et l'Union soviétique se dégradent rapidement, la rue est renommée en l'honneur de l'Vitaly Fokin (en), amiral de la flotte du Pacifique qu'il a commandée pendant quatre ans de 1958 à 1962, flotte basée à Vladivostok.
En 1992, après la dislocation de l'URSS, de nombreuses rues qui avaient changé de nom pendant la période soviétique à Vladivostok furent rebaptisées de leur premier nom, mais ce ne fut pas le cas pour cette rue-ci. Selon la ville, un échangeur allait être construit dans la ville, qui serait nommé en l'honneur de Pékin, et donc afin d'éviter la confusion, mais ce ne fut jamais le cas.
Dans les années 1990, la rue s'appelait officieusement Torgovaïa (en russe : Торговая, soit littéralement « rue des commerces ») à cause des très nombreux étals vendant des biens importés de Chine, principalement des vêtements. En 2004, ces étals furent entièrement retirés et la rue totalement pavée.

### Période contemporaine

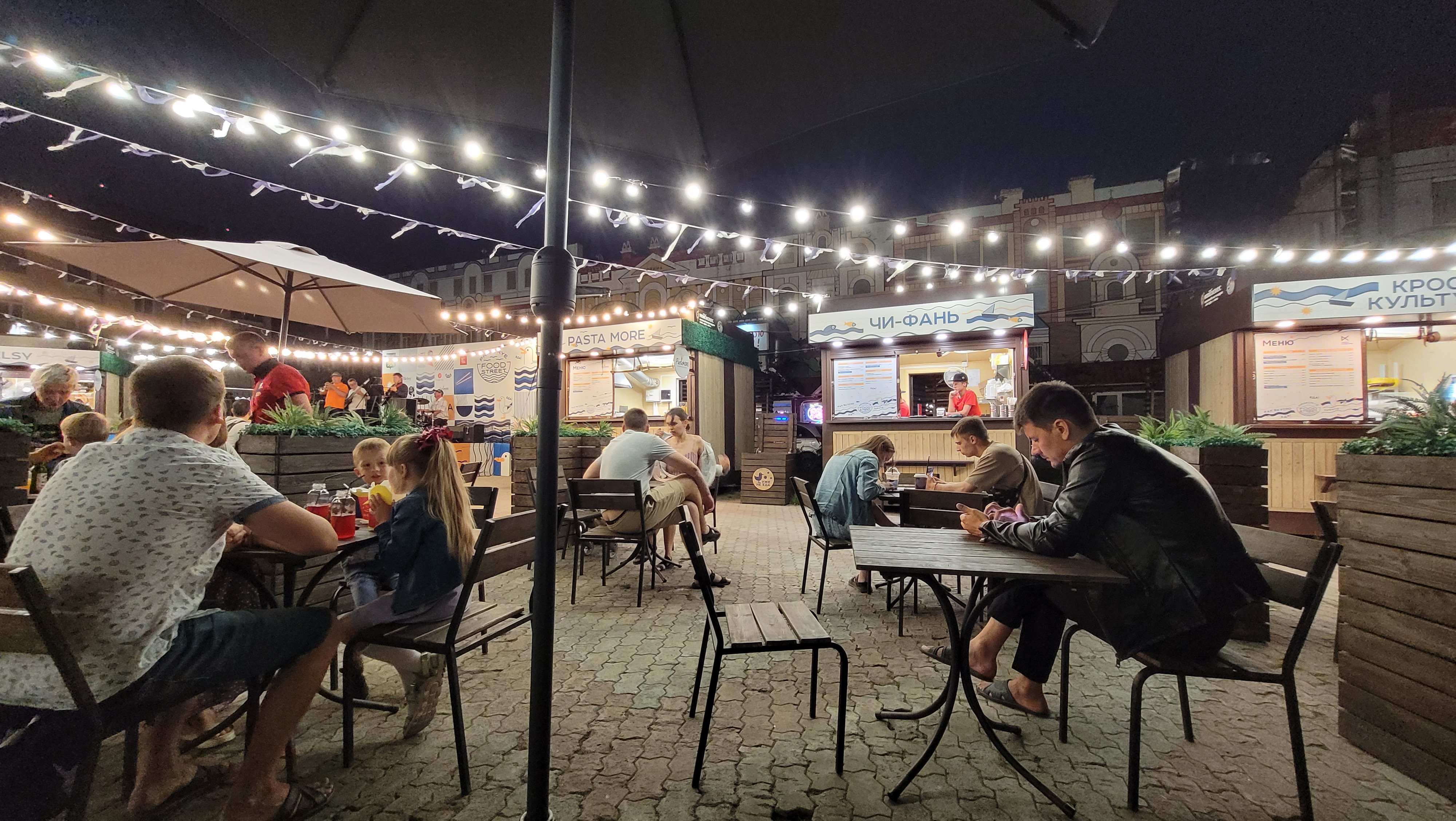
Commerces en soirée.

Au début du XXIe siècle, la rue est entièrement rénovée, principalement en 2011 mais aussi les années d'avant, dans le cadre du sommet (en) de l'APEC de 2012, que la ville de Vladivostok accueille. La ville se rénove ainsi, et construit de grandes infrastructures comme le pont de l'île Rousski et celui de la Corne d'Or. La voie est piétonnisée, du quai jusqu'à la rue des Aléoutiennes, et laissée ouverte à la circulation routière sur le reste du tronçon.
La rue est aujourd'hui une rue commerçante et touristique du centre-ville, dotée de nombreux restaurants, boutiques et cafés dans sa partie piétonne, avec des fontaines. Parmi les habitants de la ville, elle est appelée la « rue Arbat de Vladivostok », en référence à la rue piétonne moscovite,.

## Édifices remarquables
Vladivostok est une ville dont son architecture a été très bien préservée pour la Russie. Ville qui mélange de l'éclectisme, de l'Art nouveau et du néo-classique (ainsi que d'autres styles), certains bâtiments de la rue reflète bien cette richesse. Parmi les bâtiments notables se trouvent :
- Le no 1a ;
- Le no 7 et le no 8 ;
- le no 16 ;
- le no 18 qui est le bureau d'état civil du raïon de Frounzé et l'ancien consulat général du Japon ;
- le no 19 ;
- le Consulat général du Japon au no 20 ;
- le no 23a qui est le tribunal du raïon de Frounzé ;
- la maison Dembi (ru), qui est le bureau de l'administration et de l'état civil du raïon de Frounzé de Vladivostok au no 25.

Quelques édifices :
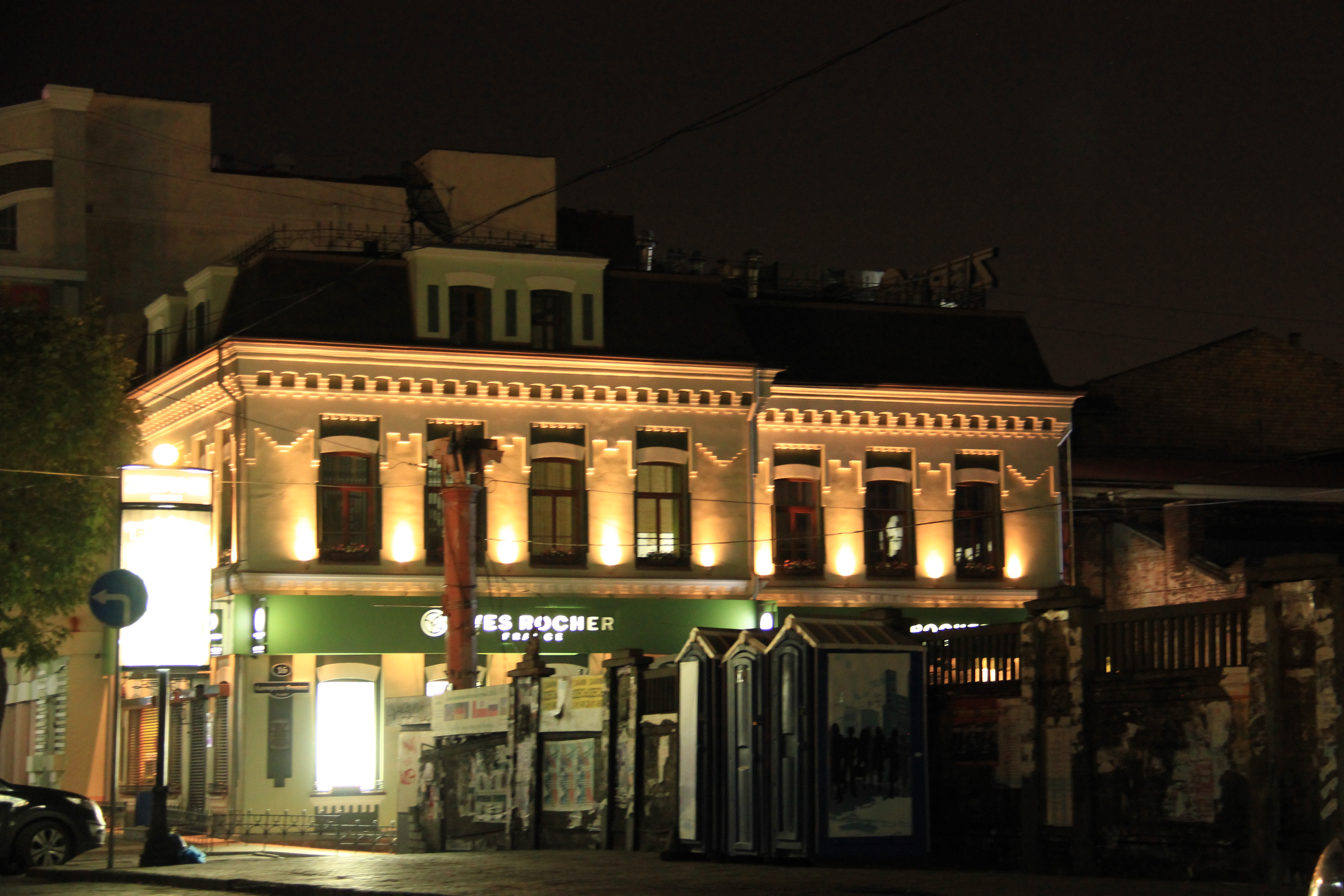
Le n°16 de nuit.
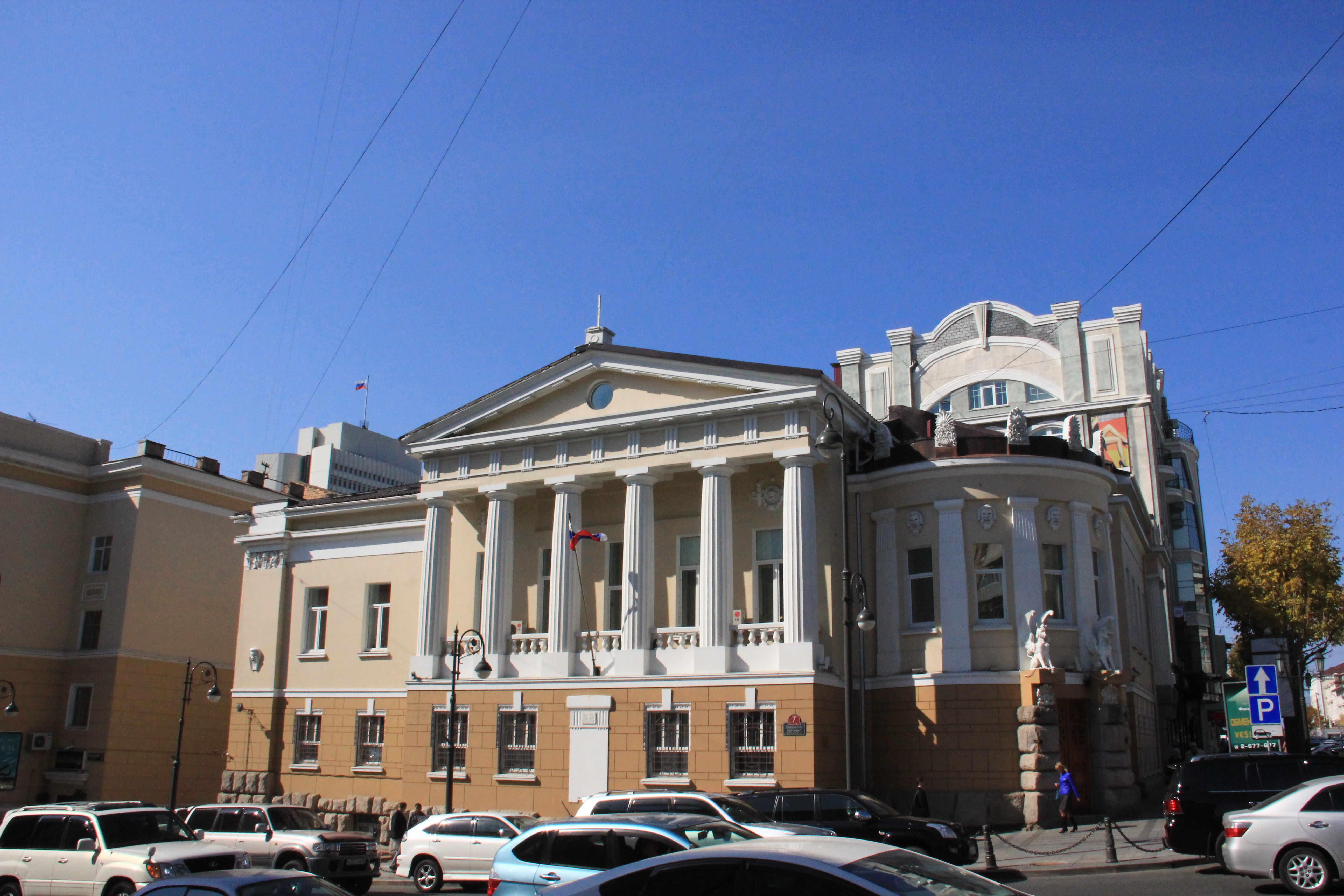
Consulat général du Japon.
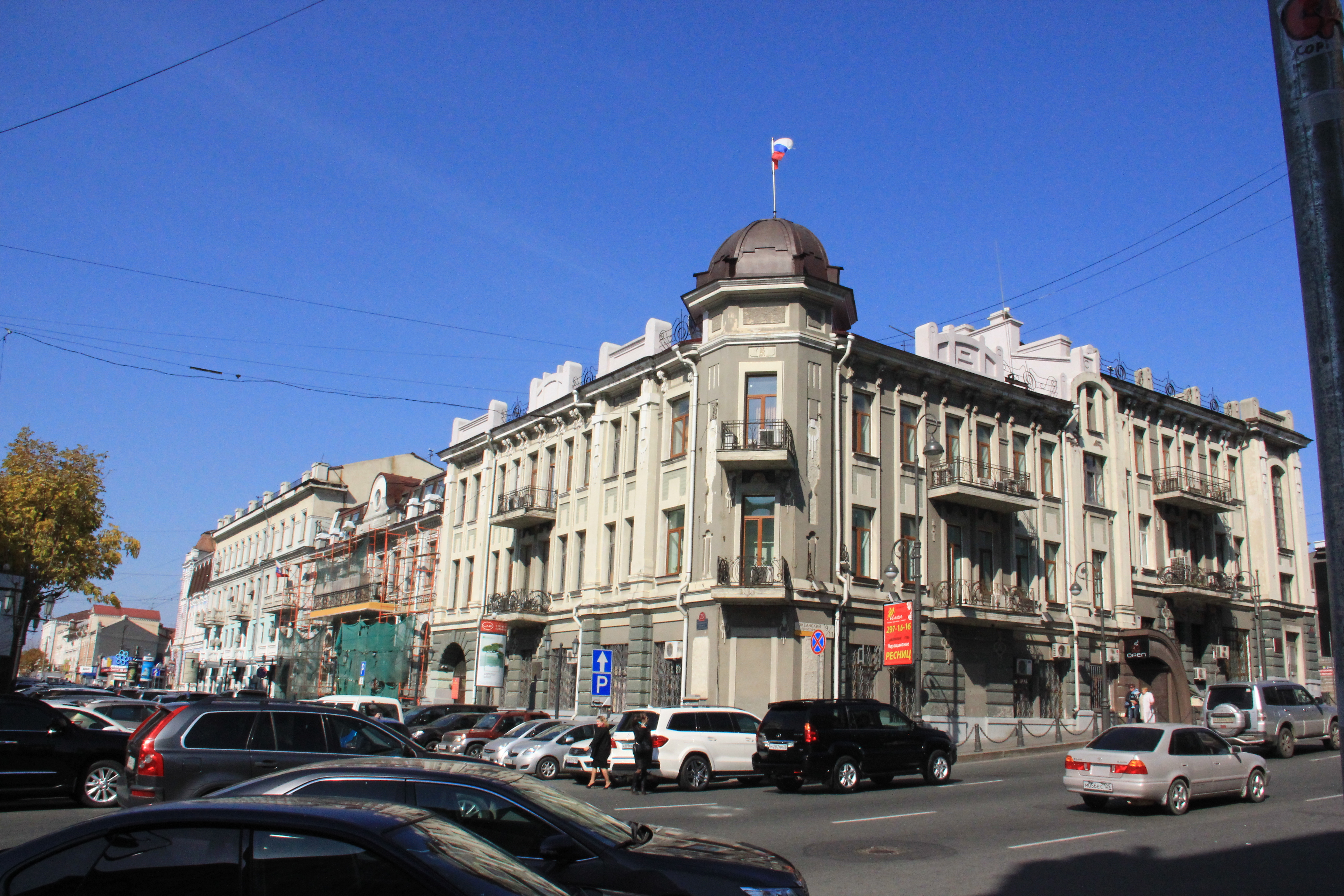
Le n°25 au croisement avec l'avenue de l'Océan.
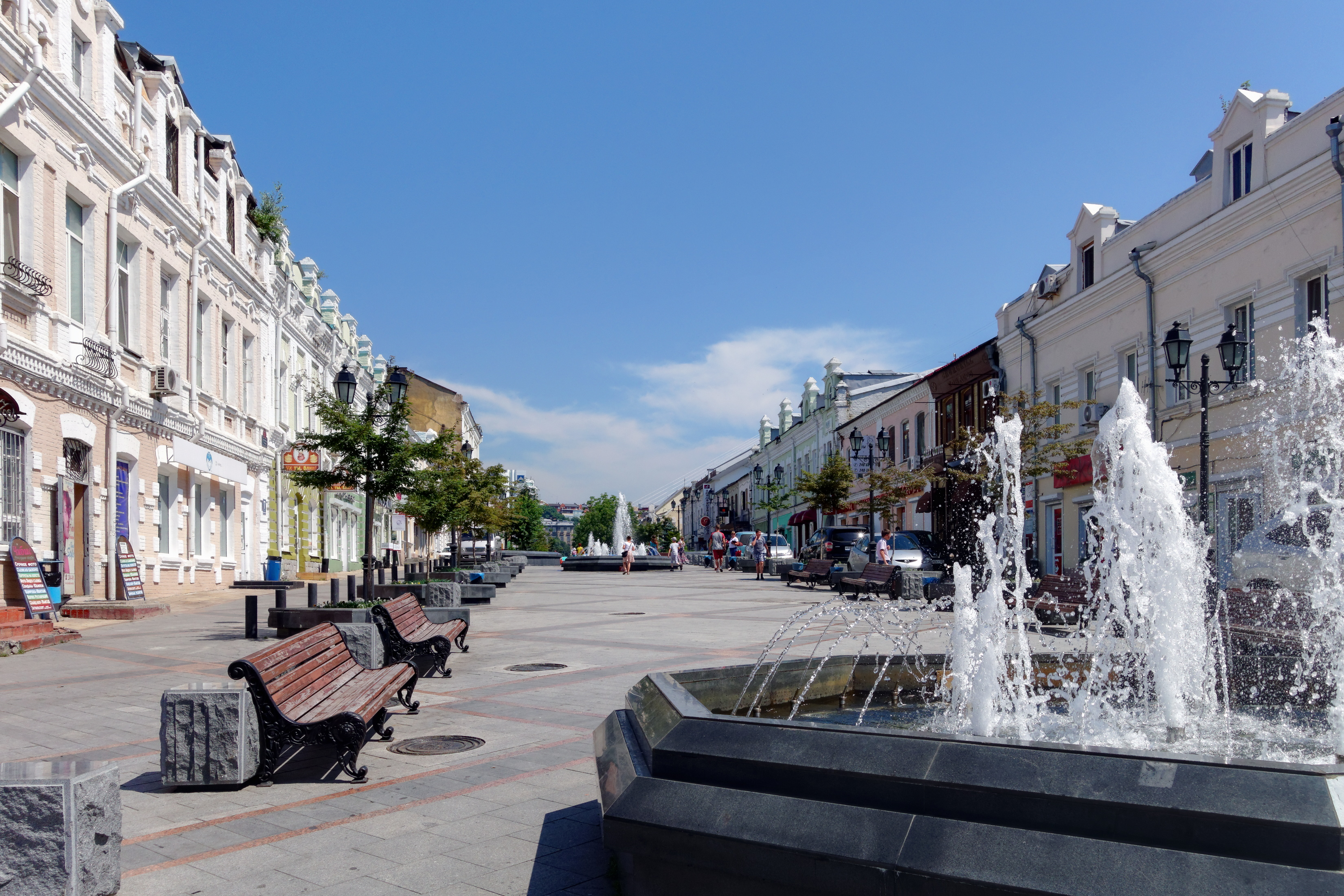
Partie piétonne.